# Precinct de West Marion
Le precinct de West Marion, anciennement un township, est un precinct électoral du comté de Williamson dans l'Illinois, aux États-Unis. En 2010, ce precinct comptait une population de 12 047 habitants.

## Source de la traduction
- (es) Cet article est partiellement ou en totalité issu de l’article de Wikipédia en espagnol intitulé « Distrito electoral de West Marion (Illinois) » (voir la liste des auteurs).